# Austria en la Copa Mundial de Fútbol de 1982
Austria es una de las 24 selecciones participantes en la Copa Mundial de Fútbol de España 1982, la que es su quinta participación en un mundial y la segunda de manera consecutiva.

## Clasificación

### Grupo 1
| Pos. | País             | Pts | J | G | E | P | GF | GC | GD  |
| ---- | ---------------- | --- | - | - | - | - | -- | -- | --- |
| 1    | Alemania Federal | 16  | 8 | 8 | 0 | 0 | 33 | 3  | +30 |
| 2    | Austria          | 11  | 8 | 5 | 1 | 2 | 16 | 6  | +10 |
| 3    | Bulgaria         | 9   | 8 | 4 | 1 | 3 | 11 | 10 | +1  |
| 4    | Albania          | 2   | 8 | 1 | 0 | 7 | 4  | 22 | −18 |
| 5    | Finlandia        | 2   | 8 | 1 | 0 | 7 | 4  | 27 | −23 |

| 24-9-1980 | Finlandia | 0–2     | Austria              | Helsingin Olympiastadion, Helsinki                      |                                                         |
|           |           | Reporte | Jara 13' · Welzl 77' | Asistencia: 8,099 espectadores Árbitro(s): Clive Thomas | Asistencia: 8,099 espectadores Árbitro(s): Clive Thomas |

| 15-11-1980 | Austria                                                 | 5–0     | Albania | Praterstadion, Vienna                                      |                                                            |
|            | Pezzey 20' · Schachner 26' 35' · Welzl 57' · Krankl 85' | Reporte |         | Asistencia: 31,000 espectadores Árbitro(s): Rudolf Renngli | Asistencia: 31,000 espectadores Árbitro(s): Rudolf Renngli |

| 6-12-1980 | Albania | 0–1     | Austria   | Stadiumi Kombetar Qemal Stafa, Tirana                    |                                                          |
|           |         | Reporte | Welzl 38' | Asistencia: 16,000 espectadores Árbitro(s): László Pádár | Asistencia: 16,000 espectadores Árbitro(s): László Pádár |

| 29-4-1981 | Alemania Federal                | 2–0     | Austria | Volksparkstadion, Hamburg                                  |                                                            |
|           | Krauss 30' (a.g.) · Fischer 36' | Reporte |         | Asistencia: 62,000 espectadores Árbitro(s): Charles Corver | Asistencia: 62,000 espectadores Árbitro(s): Charles Corver |

| 28-5-1981 | Austria                      | 2–0     | Bulgaria | Praterstadion, Vienna                                     |                                                           |
|           | Krankl 30' (pen.) · Jara 88' | Reporte |          | Asistencia: 55,000 espectadores Árbitro(s): Pat Partridge | Asistencia: 55,000 espectadores Árbitro(s): Pat Partridge |

| 17-6-1981 | Austria                                                | 5–1     | Finlandia  | Linzer Stadion, Linz                                      |                                                           |
|           | Prohaska 16' 18' · Krankl 49' · Welzl 56' · Jurtin 65' | Reporte | Valvee 71' | Asistencia: 27,500 espectadores Árbitro(s): Alojzy Jarguz | Asistencia: 27,500 espectadores Árbitro(s): Alojzy Jarguz |

| 14-10-1981 | Austria       | 1–3     | Alemania Federal                | Praterstadion, Vienna                                     |                                                           |
|            | Schachner 15' | Reporte | Littbarski 17' 77' · Magath 20' | Asistencia: 72,000 espectadores Árbitro(s): Alexis Ponnet | Asistencia: 72,000 espectadores Árbitro(s): Alexis Ponnet |

| 11-11-1981 | Bulgaria | 0–0     | Austria | Vasil Levski National Stadium, Sofia                       |                                                            |
|            |          | Reporte |         | Asistencia: 55,000 espectadores Árbitro(s): Michel Vautrot | Asistencia: 55,000 espectadores Árbitro(s): Michel Vautrot |

## Jugadores
Estos son los 22 jugadores convocados para el torneo:

## Resultados
Austria fue eliminada en la segunda ronda.

### Grupo 2
| Selección        | Pts. | PJ | PG | PE | PP | GF | GC | Dif. |
| ---------------- | ---- | -- | -- | -- | -- | -- | -- | ---- |
| Alemania Federal | 4    | 3  | 2  | 0  | 1  | 6  | 3  | 3    |
| Austria          | 4    | 3  | 2  | 0  | 1  | 3  | 1  | 2    |
| Argelia          | 4    | 3  | 2  | 0  | 1  | 5  | 5  | 0    |
| Chile            | 0    | 3  | 0  | 0  | 3  | 3  | 8  | -5   |

| 17 de junio de 1982, 17:15 | Chile | 0:1 (0:1) | Austria       | Estadio Carlos Tartiere, Oviedo                                              |                                                                              |
|                            |       | Reporte   | Schachner 22' | Asistencia: 22.500 espectadores Árbitro(s): Juan Daniel Cardellino (Uruguay) | Asistencia: 22.500 espectadores Árbitro(s): Juan Daniel Cardellino (Uruguay) |

| 21 de junio de 1982, 17:15 | Argelia | 0:2 (0:0) | Austria                    | Estadio Carlos Tartiere, Oviedo                                       |                                                                       |
|                            |         | Reporte   | Schachner 55' · Krankl 67' | Asistencia: 22.000 espectadores Árbitro(s): Tony Boskovic (Australia) | Asistencia: 22.000 espectadores Árbitro(s): Tony Boskovic (Australia) |

| 25 de junio de 1982, 17:15                                                                                      | Alemania Federal | 1:0 (1:0) | Austria | Estadio El Molinón, Gijón                                           |                                                                     |
| | Hrubesch 10'     | Reporte   |         | Asistencia: 41.000 espectadores Árbitro(s): Bob Valentine (Escocia) | Asistencia: 41.000 espectadores Árbitro(s): Bob Valentine (Escocia) |
| Considerado como el partido más polémico debido al arreglo que tuvo. Véase Alemania Federal vs. Austria (1982). |                  |           |         |                                                                     |                                                                     |

### Grupo D
| Selección         | Pts. | PJ | PG | PE | PP | GF | GC | Dif. |
| ----------------- | ---- | -- | -- | -- | -- | -- | -- | ---- |
| Francia           | 4    | 2  | 2  | 0  | 0  | 5  | 1  | 4    |
| Austria           | 1    | 2  | 0  | 1  | 1  | 2  | 3  | -1   |
| Irlanda del Norte | 1    | 2  | 0  | 1  | 1  | 3  | 6  | -3   |

| 28 de junio de 1982, 17:15 | Austria | 0:1 (0:1) | Francia      | Estadio Vicente Calderón, Madrid                                     |                                                                      |
|                            |         | Reporte   | Genghini 39' | Asistencia: 37.000 espectadores Árbitro(s): Karoly Palotai (Hungría) | Asistencia: 37.000 espectadores Árbitro(s): Karoly Palotai (Hungría) |

| 1 de julio de 1982, 17:15 | Austria                      | 2:2 (0:1) | Irlanda del Norte | Estadio Vicente Calderón, Madrid                                             |                                                                              |
|                           | Pezzey 50' · Hintermaier 68' | Reporte   | Hamilton 27', 75' | Asistencia: 20.000 espectadores Árbitro(s): Adolf Prokop (Alemania Oriental) | Asistencia: 20.000 espectadores Árbitro(s): Adolf Prokop (Alemania Oriental) |